# Stor-Johan
Karl Johan Algodt Fredriksen Löfgren, född 3 oktober 1844 i Hobøl, Norge, död 20 februari 1946 i Våler, Innlandet, var en norsk resande som nått stor popularitet i Norge. Han var mera känd under namnet "Stor-Johan" och är stamfar till flera resande i Norge och Sverige. Han blev känd som ledare för sina ättlingar och var mycket respekterad för sin enorma styrka och sin integritet som en ärlig köpman, skicklig hantverkare och en hederlig, gudfruktig kristen.
Hans ursprung har sedan hans död varit omdebatterad. Enligt familjetraditionen var "Stor-Johan" son till en präst i Sverige. Detta har aldrig dokumenterats eller kunnat bevisats. Både "Stor-Johan" och hans barn hävdade samtidigt att han var av svensk resandesläkt, som son till Karl Gustav och Helena "Hedda" Sofie. I mantalslängd från 1927 uppgav han själv vara son till "Karl Gustav" och "Hella Sofie". Den senaste forskningen av Sebastian Casinge visar att hans mor var syster till Hedda Sofie Ström, Albertina Olsdotter, och fadern var Karl Johan Löfgren. Han är troligen identisk med den pojke som föddes i Hedemora församling den 7 december 1850.
Han var gift med Lena Ulrika Karlsdotter Stålberg (1850–1912) som var av svensk resandesläkt. Tillsammans fick de flera barn, däribland dottern Jenny Emilie Pettersen (1886–1976) som blev känd i Norge som "Tater-Milla" och en central person för förståelsen kring resandefolkets kultur i landet.  

## Visan om Stor-Johan (på norska)
Ei vise jag nu sjunga vill, //om ni vill høra på.

Den handler om de tatere // som øst i Solør fær.

Ja, et slags folk vi haver fått //om vi vil regne stor og smått,

som trakter efter rikedom //men ingen rikdom får.
Ja, Stor-Johan jeg nevne vil, //han er en real kar,

har mange sterke sønner, //som er til hans forsvar.

De lider mye nød og tvang, //og lider mycket ondt iblant,

det står til domses karakter, // vi skriver inte mer.
Ja, hester han dressere kan // som på en eksismo

Han kommer inn på hver en mann, // dom tror på hanses ord.

Då han hurtig tømmen tar, // så kjenner dom hans tømmelag,

på to ben han dom fort kan få, // så fort han ønske vil.
Men det hender også mang en gang // at disse tatrene

i store følger møter opp // så hver och en kan se.

Ja, føst så blir det takk for sist, // med kaffi slukker dom sin tyst,

senn blir det talt om vidt og bredt // hva dom har hørt og sett.
Landhandlar en, landhandlar to, // om han er noget dyr,

med tomme flasker går dom inn // og kjøper politur.

Det blir en restrasjon // som fresker på et tatermot,

et rus iblant gjør godt // og vel i både kropp og sjel.